# Seres solweziensis
Seres solweziensis är en stekelart som beskrevs av Van Noort 1993. Seres solweziensis ingår i släktet Seres och familjen fikonsteklar.
Artens utbredningsområde är:
- Elfenbenskusten.
- Senegal.
- Uganda.
- Zambia.
- Zimbabwe.

Inga underarter finns listade i Catalogue of Life.